# Sárdoma
Sárdoma es una parroquia del municipio de Vigo, en la comunidad autónoma de Galicia, España.

## Datos básicos
Según datos del padrón de 2010, contaba con una población de 2.219 habitantes, repartidos en 9 entidades de población.

## Geografía
| NA CÑ VI MA CA FR LA TE CB CN SA AL OY CJ VA SA ZA BM BE Cangas Bueu Moaña Vilaboa Ensenada de San Simón Ría de Aldán Pazos de Borbén Redondela Sotomayor Gondomar Bayona Nigrán Mos Porriño Islas Cíes Océano Atlántico Vigo de Ría |
| Municipio de Vigo. |

Parroquia muy próxima al núcleo urbano de Vigo, ocupa una profunda y llana cuenca aluvial en el fondo del valle del Río Lagares. Su territorio posee una elevada densidad industrial, con varios polígonos industriales, como el de Fragosiño.
En Sárdoma se encuentra el Seminario Mayor de la Diócesis de Tuy-Vigo, un importante centro comercial y la ermita de San Roque, copatrón de la ciudad de Vigo y concurrida romería el 16 de agosto. Además posee importantes elementos patrimoniales, como el puente medieval sobre el Lagares, el Pazo da Raposeira (de 1625), el Pazo de San Roque
(de 1688), así como la iglesia parroquial de San Pedro de Sárdoma o la Casa Grande de Aires (construcción palaciega del siglo XVIII)